# TV4 (polska stacja telewizyjna)
TV4 (Czwórka) – polska stacja telewizyjna, uruchomiona 1 kwietnia 2000, początkowo należąca do holdingu Polskie Media, a od 1 stycznia 2014 stanowiąca własność Telewizji Polsat.

## Historia

### Lata 2000–2006
Stację utworzono 1 kwietnia 2000 w wyniku fuzji Naszej TV (1998–2000) i Polsatu 2 w pierwotnej formie (1997–2000) – kodowana od 20 września 2005 na satelicie. Dostępna naziemnie cyfrowo w MUX-2 DVB-T2, a także na platformie Polsat Box, Platforma Canal+ i Orange TV oraz w sieciach kablowych. Od 6 marca 2004 do 20 marca 2013 kanał był dostępny w platformie Cyfra+. Lista programów Kinomaniaka rozpoczęła się w 2002 r. Do 27 kwietnia 2005 stacja nadawała analogowo na satelicie Hot Bird. Od początku istnienia TV4 do 2005 r. stacje TV Odra zaczęły retransmitować TV4, poszerzając tym samym sieć nadajników. Każda z lokalnych stacji miała zagwarantowane pasma antenowe na emisje własnych programów. Z czasem jednak – z powodów finansowych – kolejne telewizje rezygnowały z ich nadawania (w praktyce stając się wyłącznie przekaźnikami programu TV4). W dalszym ciągu każda ze stacji TV Odra – poza własnymi okienkami emitowanymi przez kilka godzin dziennie – nadaje retransmisję programu z wyjątkiem NTL Radomsko, która od września 2005 r. retransmituje TVN. Jego siostrzany kanał TV6 pojawił się 11 lat później – 30 maja 2011 o godz. 17:00.

### Lata 2007–2015
Czwórka emitowała głównie filmy i seriale, a także programy rozrywkowe i kulturalne. Program od marca 2007 r. do pierwszej połowy 2011 r. był nadawany całodobowo. Później program TV4 rozpoczynał się między godz. 5:05 a 6:40, a kończył się między 2.00 a 4.30. Od sierpnia 2013 r. stacja znowu jest całodobowa. 1 marca 2012 TV4 przeszło na nadawanie w formacie 16:9 z sygnałem WSS. 17 czerwca 2013 TV4 zakończyło analogowe nadawanie naziemne i od tego dnia w sposób naziemny nadawany jest tylko cyfrowo. 1 stycznia 2014 nadawcą i właścicielem stacji należącej dotąd formalnie do holdingu Polskie Media (który od 30 sierpnia 2013 w 100% należał do Telewizji Polsat) stała się Telewizja Polsat.

### Od 2015
Stacja zaczęła koncentrować się na produkcjach własnych. Do wieczornych pasm wprowadziła kilka seriali paradokumentalnych, później także obyczajowych. 1 października 2015 TV4 wystartował w jakości HDTV wraz z trzema innymi kanałami (Polsat 2 HD, Polsat Play HD, Polsat Cafe HD). W historii stacji wielokrotnie zmieniano jej oprawę graficzną, ostatnio 3 sierpnia 2023, gdy zunifikowano oprawę z głównym kanałem Polsat i kanałami tematycznymi. 1 kwietnia 2020 stacja świętowała 20. urodziny. Od 15 września 2020 sygnał TV4 jest emitowany w internecie w należącym do nadawcy stacji serwisie internetowym VOD Polsat Box Go.

## Oferta programowa
Od początku istnienia stacji TV4 emitowała swój program informacyjny pt. Dziennik. Główne wydanie nadawano codziennie o godzinie 17.45 (wieczorne w dni robocze o 21.50). W maju 2003 r. odświeżono formułę programu oraz wycofano wydania fleszowe. Prowadzącymi zostali Hanna Smoktunowicz, Zuzanna Falzmann, Diana Rudnik, Iwona Kutyna i Artur Kaczmarski, a program przeniesiono na godzinę 21.00. W październiku 2004 r. Hanna Smoktunowicz opuściła TV4 i przeszła do Polsatu. W czasie trwania Dziennika duża biała czwórka z logotypu stacji umieszczona była „w planecie”. 11 października 2004 Dziennik został zastąpiony przez Wydarzenia TV4. Nowy serwis emitowano w ruchomych porach między 22.00 a 23.00 i trwał 10 minut. 31 marca 2006 Wydarzenia TV4 zniknęły z wizji, redakcję rozwiązano a od tego momentu TV4 nie posiada własnego programu informacyjnego.
Od połowy pierwszej dekady do połowy drugiej dekady XXI w. na antenie TV4 transmitowano mecze siatkarskiej PlusLigi i Orlen Ligi, Superligi mężczyzn, Ligi Mistrzów piłkarzy ręcznych oraz Ligi Europy UEFA. „Czwórka” pokazywała również relacje z rajdowych samochodowych mistrzostw świata WRC, a także transmitowała wyścigi Porsche Supercup. Dawniej TV4 pokazywało relacje z wyścigów Formuły 1.

W 2007 r. TV4 przywróciło reality show Big Brother i wyemitowało dwie edycje: Big Brother 4.1 (2007) i Big Brother 5 (2008). W przeciwieństwie do edycji emitowanych w TVN były one mniej popularne i zaprzestano emisji tego programu. 
Ponadto dużą część ramówki stacji przez lata zajmowały retransmisje programów z głównej anteny Polsatu, seriale zagraniczne – zarówno dla dorosłych, jak i dla dzieci i młodzieży, a także inne programy rozrywkowe. Przez kilka lat wieloma pozycjami w ramówce stacji były programy typu Call TV. Od 2015 r. TV4 sukcesywnie zwiększa udział produkcji własnych w ramówce stacji.

## Programy emitowane na antenie TV4 premierowo

### Informacyjne
- Biznes Wydarzenia TV4 (2006)[potrzebny przypis]
- Dziennik (2000–2004)
- Hot Chat (2001-2003)[potrzebny przypis]
- Wydarzenia TV4 (2004–2006)
- Detektor – Raport Czwórki (2005)[potrzebny przypis]

### Publicystyczne i dokumentalne
- IV władza (2006) – program Jarosława Gugały[7]
- Odkrywanie Ameryki (2007)[8]
- Ikony popkultury (2009) – 21-odcinkowy cykl poświęcony biografiom najpopularniejszych postaci świata filmu i rozrywki[9]
- Zagadki kryminalne (2014)

### Reality show
- Amazonki (2001)
- Amazonki Plus (2001)
- Bar Europa (6. edycja, 2005; wcześniej w Polsacie)
- Big Box Little Box (2016) – program polegający na testowaniu nowych gadżetów przez uczestników programu, którzy mają za zadanie rozpoznać jego przeznaczenie
- Big Brother (4. i 5. edycja, 2007–2008; wcześniej w TVN, później w TVN 7)
- Bliźniaki (2004)
- Chłopaki z taśmy (2009–2010[potrzebny przypis])
- Dragons’ Den – jak zostać milionerem (2011–2012)
- Gladiatorzy (2001)
- Kamienica (2006)
- J&J - Jola i Jarek (2008)
- Love Island. Wyspa miłości (2023–2024; wcześniej w Polsacie)
- Selekcja (2007-2009)
- Tata sam w domu (2014) – program rozrywkowy, w którym ojciec w danej rodzinie zostaje w domu z dziećmi, podczas gdy jego żonie organizowano wyjazd; za wykonywanie zadań związanych z opieką nad pociechami i domem mężczyzna mógł wygrać dla rodziny nawet 15 000 złotych
- Łysi i blondynki (2001)
- Zamiana żon (2007[10][11]; w latach 2018–2020 w TTV) – polska wersja formatu Wife Swap

### Popularnonaukowe
- Galileo (od 2007)
- Galileo Extra (2010–2012[potrzebny przypis])
- Galileo - jak to możliwe (2012)
- Galileo z domu (2020)

### Muzyczne
- I Like It (2013)[12]
- Muzyczne listy (2000–2012) – program muzyczny, w którym prowadzące, na zmianę Paulina Sykut-Jeżyna i Marta Leleniewska, prezentowały pozdrowienia i życzenia od widzów
- 4music (2012–2014) – program muzyczny, który zastąpił Muzyczne listy i został poświęcony tzw. muzyce alternatywnej[13]. Audycję prowadziły na zmianę Paulina Sykut i Marta Leleniewska[14].
- Muza.pl (2006)
- Muzyczny ring (2006)
- Muzyczny ring extra (2006)
- Aquaz Music Zone (2006)

### Magazyny
- V-max (2000–2012)[15]
- Strefa P (2000–2005)
- VIP (2000–2011) – program podsumowujący najciekawsze wydarzenia ze świata show-biznesu[16]
- Tester (2012–2013)[12]
- Letni Wakacjometr (2011)
- To się w głowie nie mieści (2001–2003)[17]
- Reporter (2002–2004)
- Kinomaniak (2002–2011) – autorski program Artura „Kinomaniaka” Pietrasa, który recenzował nowości filmowe
- Dekoratornia (2005–2014)
- Drogówka (2000–2008) – program ukazujący codzienną pracę policjantów z wydziału drogowego
- Komenda (2002–2006) – program ukazujący pracę policjantów
- STOP Drogówka (od 2010[potrzebny przypis]) – kontynuacja Drogówki
- Meta (2000-2001)
- Tilt.tv (2002-2003)
- TV4 Kropka.pl (2001)

### Talk-show
- Cała prawda (2006[18])
- Czułe dranie (2007)
- Happy Hour (ok. 2007–2012 z przerwami)
- Ja tylko pytam (2004–2005) – program typu talk-show, prowadzony przez Odetę Moro[19]
- Jazda figurowa (2008–2010[20]) – program Michała Figurskiego, emitowany w piątkowe wieczory, do którego zapraszano kontrowersyjnych gości[21]
- Joker (2003) – program rozrywkowy prowadzony przez Wojciecha Malajkata i Piotra Gąsowskiego
- KOT, czyli Ktoś Ogromnie Tajemniczy (2003–2004)
- Mała czarna (2007–2013) – program przeznaczony głównie dla kobiet, prowadzony przez Katarzynę Montgomery, emitowany od jesieni 2007 r. do wiosny 2013 r.; przeniesiono go do Polsat Café[22]
- Nieczułe dranie (2007)
- Tok2szok (2006–2007; dawniej w TVP2 i Polsacie)
- TiVi Sekcja (2006)[23][24]

### Teleturnieje
- Daję słowo (2003–2006) – teleturniej polegający na odgadywaniu haseł po podpowiedziach, z pomocą pojawiających się liter (jednak im więcej liter odkryto, tym mniejsza mogła być wygrana)[23]; prowadzony przez Pawła Orleańskiego. Program powstawał w oparciu o format niemieckiej spółki First Entertainment[25] (obecnie pod nazwą Bavaria Entertainment[26]).
- Eureko, ja to wiem! (4. edycja, 2009; wcześniej w Polsacie)
- Hole in the Wall (2009)
- Istne szaleństwo (2008) – w programie rywalizowały trzy pięcioosobowe drużyny, jednak całą grę zwyciężała tylko jedna osoba, wygrywając 30 000 zł i wycieczkę; powstały dwie edycje[27]. Program prowadził Kuba Klawiter[28].
- Kłamczuch (2008–2009)
- Lingo (2007)
- Plaster miodu (2003)
- Przetrwanie (2006) – teleturniej prowadzony przez Pawła Orleańskiego, oparty na brytyjskim formacie Perseverance[29], produkowany przez ATM Grupę[30].
- Taxi (2005; później w Super Polsacie)

### Call TV
- Dziewczyny fortuny (2008–2009)
- Dziewczyny z fortuną (2010–2013)
- Jedenastki (2003) – teleturniej interaktywny poświęcony tematyce piłkarskiej prowadzony przez Andrzeja Suprona[31]
- Kasa na bank (2005–2009)
- Nocne krzyżówki (2006)
- Twoja wróżba (2008)
- Wygraj fortunę (2006–2008)
- Casino Night (2007)
- Ekspress do fortuny (2007)

### Programy rozrywkowe
- A kuku (2000–2005)
- Adam kontra Miłosz (2007)
- Allegra (2010–2011)
- Coolinaria (2010)
- Czysta Chata (2011-2012)
- Gram.tv (2006–2010)[potrzebny przypis]
- Ja cię kręcę (2018)[32][33] – na podstawie włoskiego programu La Corrida[34]
- Kocham. Przepraszam. Dziękuję (2021)[35]
- Łowcy skarbów. Kto da więcej (od 2022)[36] – na podstawie formatu Cash or Trash[37]
- Mat+Ma (2010)
- Mariusz Max Kolonko (2007)[potrzebny przypis]
- Mega chichot (2013)[12]
- Modna moda (2003–2005)
- Mistrz dowcipu (2022)[38]
- Nasza klasa (2019; wcześniej w TVN24 i TVN24 BiS jako „Klasa”)
- Na topie (2000-2009)[potrzebny przypis]
- Nowa generacja (2008)[39]
- Para do gara. Ona mówi, on gotuje (2023)[40] – na podstawie formatu My Wife Rules[41]
- Psy - Zmiana Pana (2011)
- Pogromcy hitów (2007–2008)
- Sztukateria (2003–2009)
- Odlot (2005)
- Ostatnia szansa (2011)
- Wielka ucieczka (2022[42]) – na podstawie formatu Hunting Season[43]
- Wspaniali ludzie (2020)

### Seriale
- Krejzi patrol (2023)[40]
- Nokaut (2019) – serial komediowy emitowany na antenie TV6 od 3 marca 2019 roku do 5 maja 2019 roku (według nadawcy przedpremierowo), a także TV4 od 5 marca 2019 roku do 13 maja 2019 roku. Serial przedstawiał perypetie pracowników firmy telemarketingowej oraz jej klientów[44]. Wyemitowano 10 odcinków: na antenie TV6 w niedziele o 14.00; na antenie TV4 we wtorki o 21.00 (odc. 1–2), później w poniedziałki o 18.00 (odc. 3–10). Obsadę produkcji tworzyli: Bogusław Kudłek (Wacek), Aleksander Janiszewski (Breżniew), Robert Motyka (Piękny Marek), Konrad Marszałek (Wiśnia), Kamila Boruta (Czarna), Agata Skórska (Szpila), Daria Brudnias (Agacińska).
- Sex FM (2007)
- Troje pod przykrywką (2021[45]) – serial kryminalno-komediowy produkowany przez ATM Grupę, którego głównych bohaterów odgrywają Dagmara Bąk, Jędrzej Taranek i Piotr Miazga[46].
- Uroczysko (2023–2024, 2025[47]; 2025 w Polsacie)[48]
- Instrukcja kochania (2022)[49]
- Mecenas Lena Barska (2017–2018) – serial obyczajowy produkcji ATM Grupy[50], emitowany jesienią 2017 i wiosną 2018 roku.
- Miłość na zakręcie[51] (2019)
- Oko za oko (2018) – serial kryminalno-obyczajowy produkcji przedsiębiorstwa Artrama emitowany jesienią 2018 roku[52]; w rolach głównych wystąpili Dominika Łakomska oraz Łukasz Konopka[52].
- Regina (2007–2008)
- Święty (2020–2021; później w Super Polsacie)
- Miłość za wszelką cenę (2024–2025)[53] – serial utrzymany w stylu bikini reality
- Włatcy móch (2006–2011) / Włatcy móch: One (2024)
- 1000 złych uczynków (2009)
- Malanowski. Nowe rozdanie (2025, wcześniej w Polsacie)
- Gabinet numer 5 (2019)
- Agenci. Biuro detektywistyczne (2022)

### Seriale paradokumentalne
- 9. miesiąc (2016) – serial dokumentalny opowiadający o historiach kobiet w ciąży od momentu poczęcia aż do porodu dziecka
- Detektywi w akcji (2015–2017)
- Kochane pieniądze (2021)[54]
- Na patrolu (2014–2015) – program opowiadający o pracy policjantów. W każdym odcinku pokazywano dwa zdarzenia. Nagrano 40 odcinków.
- Na ratunek 112 (2024–2025, wcześniej w Polsacie)
- Trudne sprawy (2025[55], wcześniej w Polsacie)
- Pamiętniki z wakacji (2024, wcześniej w Polsacie)
- Policjantki i policjanci (od 2014)
- Pomóż mi (2023–2024)[40]
- Sekrety sąsiadów (2014–2015) / Nowe sekrety sąsiadów (2020[56])
- Septagon (2018–2019)
- Sprawiedliwi – Wydział Kryminalny (od 2016)
- Sprawiedliwi. Trójmiasto (od 2025)

### Kabaretowe
- Kroniki facetów z klasą (2012) – program rozrywkowy przedstawiający monologi mężczyzn związanych z kabaretem (m.in. Andrzeja Grabowskiego, Piotra Bałtroczyka czy Tomasza Jachimka)
- Spadkobiercy (2009–2013, 2016)
- Gwiazdy kabaretu (od 2018) – widowisko kabaretowe prowadzone przez Roberta Korólczyka, emitowane od jesieni 2018 roku[57][58] do jesieni 2023 i z powrotem od jesieni 2024

## Odbiór

### Nadajniki naziemne

#### Nadajniki cyfrowe
30 września 2010 roku TV4 rozpoczęła emisję w ogólnopolskim II multipleksie naziemnej telewizji cyfrowej w standardzie DVB-T. Nadajniki MUX 2 były systematyczne uruchamiane do 23 lipca 2013, kiedy zasięg multipleksu objął cały kraj. Od 28 marca 2022 do 27 czerwca 2022 nadajniki MUX 2 zmieniły standard nadawania na DVB-T2/HEVC, dzięki czemu TV4 rozpoczęła nadawanie naziemne w jakości HD.

#### Nadajniki analogowe (do 2013 r.)
| Województwo         | Typ obiektu | Nazwa obiektu                        | Częstotliwość (MHz) | Kanał | Charakterystyka promieniowania | Polaryzacja | Moc (kW) | Stereo |
| ------------------- | ----------- | ------------------------------------ | ------------------- | ----- | ------------------------------ | ----------- | -------- | ------ |
| lubelskie           | RTON        | Lublin/Raabego                       | 759,25 MHz          | 57    | dookólna (ND)                  | pozioma (H) | 1 kW     | N      |
| lubelskie           | TON         | Chełm/Hotel Kamena                   | 567,25 MHz          | 33    | dookólna (ND)                  | pozioma (H) | 1 kW     | N      |
| łódzkie             | TON         | Łódź/Komin EC-4                      | 751,25 MHz          | 56    | dookólna (ND)                  | pozioma (H) | 10 kW    | N      |
| małopolskie         | RTCN        | Kraków/Chorągwica                    | 583,25 MHz          | 35    | kierunkowa (D)                 | pozioma (H) | 20 kW    | N      |
| mazowieckie         | RTCN        | Warszawa/Raszyn                      | 567,25 MHz          | 33    | dookólna (ND)                  | pozioma (H) | 20 kW    | T      |
| mazowieckie         | RTCN        | Warszawa/PKiN                        | 551,25 MHz          | 31    | dookólna (ND)                  | pozioma (H) | 3 kW     | N      |
| mazowieckie         | TON         | Siedlce/Budynek Urzędu Wojewódzkiego | 783,25 MHz          | 60    | dookólna (ND)                  | pozioma (H) | 1 kW     | N      |
| mazowieckie         | RON         | Radom/Komin Ciepłowni Południe       | 575,25 MHz          | 34    | dookólna (ND)                  | pozioma (H) | 1 kW     | N      |
| podkarpackie        | RTON        | Rzeszów/Baranówka                    | 519,25 MHz          | 27    | dookólna (ND)                  | pozioma (H) | 1 kW     | N      |
| podlaskie           | TON         | Białystok/Budynek Urzędu Miasta      | 727,25 MHz          | 53    | dookólna (ND)                  | pozioma (H) | 1 kW     | N      |
| pomorskie           | TON         | Gdańsk/Navimor                       | 479,25 MHz          | 22    | dookólna (ND)                  | pozioma (H) | 1 kW     | N      |
| świętokrzyskie      | TON         | Kielce/Komin EC                      | 751,25 MHz          | 56    | dookólna (ND)                  | pozioma (H) | 3 kW     | N      |
| warmińsko-mazurskie | RTCN        | Olsztyn/Pieczewo                     | 767,25 MHz          | 58    | kierunkowa (D)                 | pozioma (H) | 10 kW    | N      |
| wielkopolskie       | RTCN        | Kalisz/Mikstat                       | 687,25 MHz          | 48    | kierunkowa (D)                 | pozioma (H) | 200 kW   | N      |
| wielkopolskie       | TON         | Leszno/Lasocice                      | 759,25 MHz          | 57    | dookólna (ND)                  | pozioma (H) | 1 kW     | N      |
| zachodniopomorskie  | RSN         | Szczecin/Warszewo                    | 183,25 MHz          | 7     | kierunkowa (D)                 | pionowa (V) | 0,5 kW   | N      |

Opracowano na podstawie materiałów źródłowych

### Satelita
Dane techniczne przekazu z satelity Hot Bird:
|               | emisja analogowa                              | wersja SD                                                             | wersja HD                                     |
| Satelita      | Hot Bird 1                                    | Eutelsat Hot Bird 13C                                                 | Eutelsat Hot Bird 13C                         |
| Pozycja       | 13°E                                          | 13°E                                                                  | 13°E                                          |
| Transponder   | 11                                            | 132                                                                   | 132                                           |
| Częstotliwość | 11,431 GHz                                    | 11,158 GHz                                                            | 11,158 GHz                                    |
| Polaryzacja   | pozioma (H)                                   | pionowa (V)                                                           | pionowa (V)                                   |
| Symbol Rate   | –                                             | 27.5 Mbaud                                                            | 27.5 Mbaud                                    |
| FEC           | –                                             | 5/6                                                                   | 3/4                                           |
| Modulacja     | PAL                                           | DVB-S (QPSK)                                                          | DVB-S2 (8PSK)                                 |
| Kompresja     | –                                             | MPEG-2                                                                | MPEG-4                                        |
| Kodowanie     | FTA/Kodowane wybrane pozycje programowe       | Conax Mediaguard 3 Nagravision 3 Viacess 3.0                          | Conax Mediaguard 3 Nagravision 3 Viaccess 3.0 |
| Uwagi         | od 12.11.2001 do 29.04.2005 – zastąpił Polsat | Od października 2015 roku w MPEG4. Wyłączona w listopadzie 2018 roku. | od 1 października 2015 roku                   |

## Logo
| Okres obowiązywania                | Opis | Grafika       |
| ---------------------------------- | --- | ------------- |
| 1 kwietnia 2000 – 1 kwietnia 2006  | Duża cyfra 4, pod nią cztery czarne kwadraty. Logo znajdowało się w lewym górnym rogu ekranu. W starym logotypie był napis "na żywo", "powtórka" i "stereo". | (odtworzenie) |
| 1 kwietnia 2006 – 21 sierpnia 2007 | Pozostałość po poprzednim logo. Na pierwszym kwadracie litera T, na drugim V, trzeci kwadrat pusty, a na czwartym cyfra 4. Logo przeniesiono na prawy górny róg ekranu. Pod logiem ekranowym był napis "na żywo". |               |
| 21 sierpnia 2007 – 3 sierpnia 2023 | Stylizowana cyfra 4 w niebieskim prostokącie z dwoma rogami zaokrąglonymi. Na ekranie logo było półprzezroczyste. W logotypie ekranowym był napis "na żywo", "powtórka" i "premiera". |               |
| od 3 sierpnia 2023                 | Stylizowana cyfra 4 złożona z pasków w kolorach czerwonym i żółtym, z pomarańczowym akcentem na dole cyfry. Na ekranie logo pojawia się w wersji wielokolorowej, po chwili zmienia się w wersję jednokolorową (pomarańczową) i finalnie staje się półprzezroczyste. Pod logotypem ekranowym jest napis "na żywo" i "premiera". |               |

Na czas żałoby narodowej logo zmienia kolor na czarny.
W czasie niektórych świąt poszczególne logotypy przybierały bądź przybierają specjalną formę.

## Ludzie „Czwórki”
- Paweł Orleański – prowadzący program Galileo i Łowcy skarbów. Kto da więcej; od sierpnia 2023 roku głos stacji,
- Maria Konarowska – asystentka w programie Galileo,
- Karolina Gilon – prowadząca program Love Island. Wyspa miłości

- Agata Młynarska – prowadziła program Eureko, ja to wiem,
- Daniel Pachelski – głos stacji,
- Ewa Olbrychska – prowadząca program VIP,
- Formacja Chatelet: Adam Grzanka, Adam Małczyk, Michał Pałubski – prowadzili Hole in the Wall,
- Hanna Lis,
- Iwona Kutyna – prowadziła Wydarzenia TV4,
- Artur Kaczmarski – prowadził Dziennik, Flesz i Wydarzenia TV4,
- Jacek Kaczyński,
- Agnieszka Kołodziejska,
- Jacek Żakowski,
- Karina Kunkiewicz – prowadziła program Modna moda oraz 4. edycję programu Big Brother,
- Krzysztof Ibisz,
- Maciej Rock,
- Magdalena Mergiel (dd. Ambrożko)
- Małgorzata Kosik – prowadziła programy Happy Hour i Big Brother 5,
- Marcin Sołtyk – głos stacji,
- Marcin Sońta,
- Marcin Szczygielski – prowadzący program Chłopaki z taśmy,
- Mariusz Max Kolonko,
- Michał Figurski,
- Odeta Moro-Figurska,
- Paweł Loroch,
- Paweł Truszczyński,
- Piotr Galus,
- Piotr Gąsowski,
- Piotr Najsztub,
- Robert Korólczyk – prowadzący show Gwiazdy kabaretu,
- Piotr Żujno – Polskie Radio Program 3
- Ula Kaczyńska,
- Wojciech Jermakow – prowadził program Happy Hour,
- Zuzanna Falzmann,
- Zbigniew Dziduch – głos stacji w latach 2000–2007,
- Joanna Pach – prowadziła program Tilt.Tv.

## Rekordy oglądalności
- Pierwszy znany rekord oglądalności kanału padł 7 stycznia 2001 roku podczas emisji jednego z odcinków serialu Świat według Kiepskich, gdy oglądało go 2,474 mln widzów (dane: AGB Nielsen Media Research).
- Następny rekord padł 1 grudnia 2010 roku podczas meczu Lech Poznań – Juventus Turyn w fazie grupowej LE, gdy oglądało go 2,974 mln widzów (dane: AGB Nielsen Media Research).